# Adelphion pallibasis
Adelphion pallibasis är en stekelart som beskrevs av Henry Keith Townes, Jr. 1969. Adelphion pallibasis ingår i släktet Adelphion och familjen brokparasitsteklar. Inga underarter finns listade i Catalogue of Life.